# Luana Bellinghausen

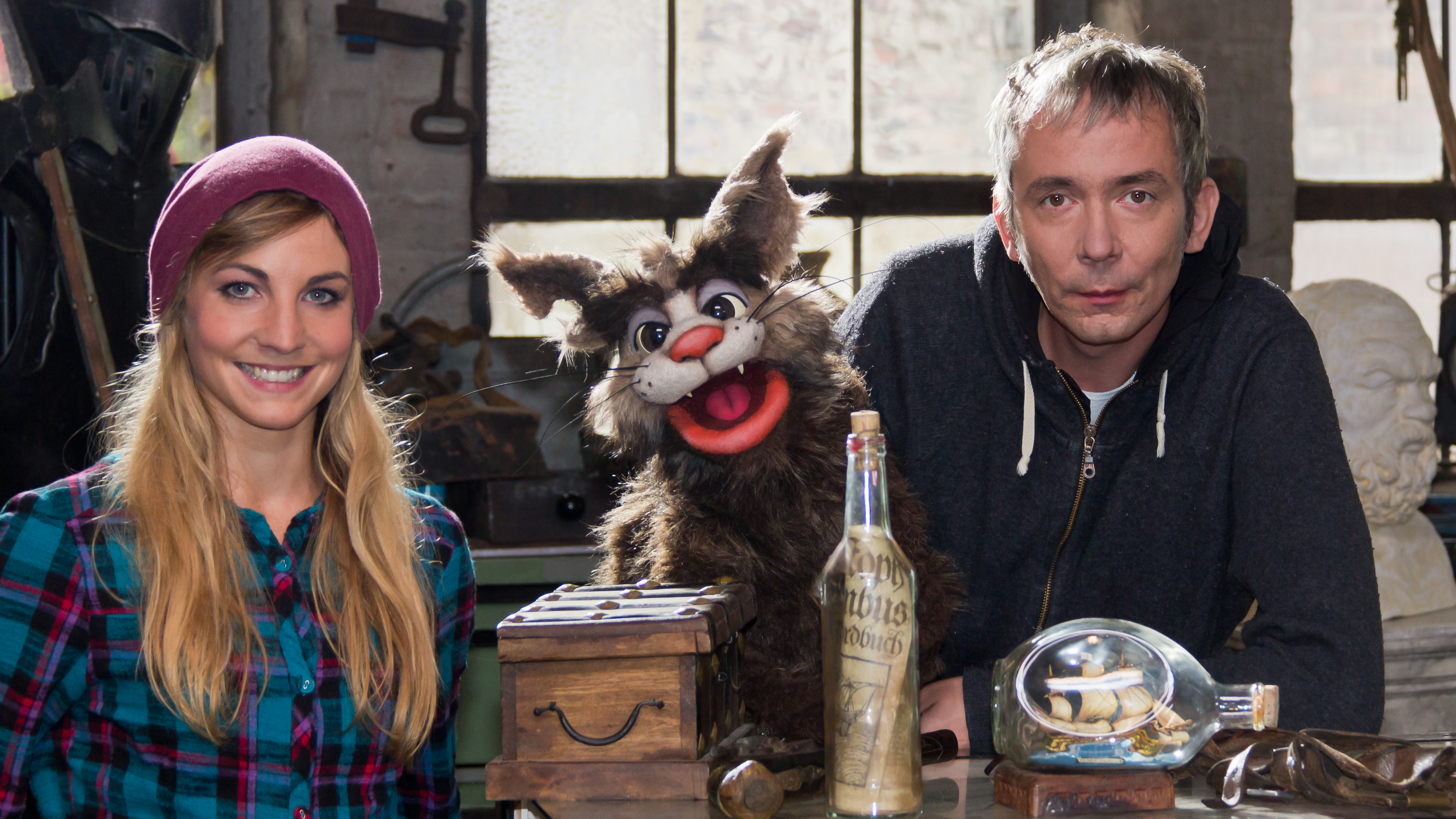
Luana Bellinghausen bei Dreharbeiten zur Geschichts-Comedy „Kaiser! König! Karl!“, 2015

Luana Bellinghausen (* 31. Dezember 1986 in Köln) ist eine deutsche Film- und Theaterschauspielerin.

## Leben
Bellinghausen wuchs in Köln auf. Ihre erste Rolle hatte sie 2002 in Elefantenherz an der Seite von Daniel Brühl. Es folgten weitere Filmauftritte, z. B. in Das Jahr der ersten Küsse. Sie studierte von 2010 bis 2014 an der Schauspielschule der Keller in Köln Schauspiel. Nebenher war sie außerdem in zahlreichen Kurzfilmen zu sehen. Seit 2014 spielt sie bei der Kinderserie Kaiser! König! Karl! mit, in der sie verschiedene Rollen verkörpert, die von Folge zu Folge variieren.
Seit 2015 ist sie im Ensemble des Theaters Aachen und wirkt dort unter anderem in Inszenierungen wie Tigermilch als Nini oder auch in Der Streit als Eglé mit.
Seit Sommer 2020 lebt sie als freischaffende Schauspielerin in Köln.

## Filmografie (Auswahl)
- 2002: Elefantenherz
- 2002: Das Jahr der ersten Küsse
- 2006: Neandertal
- 2008: Lutter: Toter Bruder
- 2008: Marie Brand und der Charme des Bösen
- 2009: Bloch: Schattenkind
- 2010: Tatort: Kaltes Herz
- 2011: Tatort: Der schöne Schein
- 2013: Tatort: Spiel auf Zeit
- 2014–2015: Kaiser! König! Karl! (Fernsehserie)
- 2014: Lindenstraße
- 2015: Tatort: Dicker als Wasser
- 2020: Anna und ihr Untermieter: Aller Anfang ist schwer